# 소프트웨어 정의 데이터 센터
소프트웨어 정의 데이터 센터(software-defined data center, SDDC), 가상 데이터 센터(virtual data center, VDC)는 서비스형 IT(ITaaS)를 달성하기 위해 모든 데이터 센터 자원, 서비스에 대한 추상화, 풀링(pooling), 자동화 등의 가상화 개념을 확장하는 마케팅 용어이다. 소프트웨어 정의 데이터 센터에서 네트워킹, 스토리지, CPU, 보안 등 인프라스트럭처의 모든 요소들은 서비스로 가상화되고 전달된다.
SDDC 지원은 다양한 접근을 통해 요구될 수 있다. 비평가들은 소프트웨어 정의 데이터 센터를 마케팅 도구이자 소프트웨어 정의 광고로 간주한다.